# Lancia Alpha
Lancia Alpha (12 HP Alfa) (Лянчія Альфа) — перша модель компанії Lancia & C. Fabbrica Automobili з рядним 4-циліндровим мотором.

## Історія
Автогонщик, механік Вінченсо Лянчіа заклав 1906 разом з Клаудіо Фоджоліном компанію Lancia, першою розробкою якої стала модель «Тип 51». Для моделей компанії Лянчіа 1919 ввели нову систему позначень і модель 51 отримала позначення від першої літери грецької абетки Альфа. Її випробування розпочали у вересні 1907 і презентували у 18 січня-2 лютого 1908 на VIII Туринському автосалоні Salone dell'automobile di Torino. Було виготовлено 137 шасі з кузовами чотирьох типів. Частина шасі була використана для інших моделей
Автомобіль отримав доволі низьке шасі, з приводом задньої осі від карданного валу, а не через ланцюгову передачу. Було виготовлено 5-6 шасі з скороченою колісною базою (2740 мм). Мотор Tipo 51 складався з двох 2-циліндрових литих блоків (90 мм×100 мм) з фіксованою головкою блоку, картером з алюмінієвого сплаву з 2 клапанами на циліндр. У системі водяного охолодження вода циркулювала завдяки відцентровому насосу.
Механічне гальмо з педалі мало привід на трансмісію, гальмо стоянки діяло на задній міст.